# Ixtaczoquitlán
Ixtaczoquitlán è una municipalità dello stato di Veracruz, nel Messico centrale, il cui capoluogo è la località omonima. Si trova a due km dalla vicina città di Orizaba e nei pressi della linea ferroviaria Fortín–Orizaba.
Ixtaczoquitlán è situata nella zona centrale e montuosa dello stato di Veracruz, la superficie complessiva del comune è di 137.35 km² e l'altitudine è pari a 1.140 m s.l.m.
Confina a nord con i comuni di Atzacan e Fortín, a sud con quelli di Tequila e Coetzala, a est con i comuni di Naranjal e Fortín, e a ovest con quelli di Orizaba, Rafael Delgado, San Andrés Tenejapan e Magdalena.